# Ludwig August Struve
Ludwig August Struve (* 18. August 1795 in Altona; † 17. Apriljul. / 29. April 1828greg. in Dorpat) war ein deutscher Arzt.

## Leben
Struve war der Sohn des Pädagogen Jacob Struve und Bruder des Astronomen Friedrich Georg Wilhelm von Struve und des Philologe Karl Ludwig Struve.
Struve studierte an der Kaiserlichen Universität Dorpat und der Universität zu Köln Medizin. Diese Studium schloss er 1815 erfolgreich mit einer Promotion zum Dr. med. & chir. ab. Als solcher ließ er sich anschließend in Altona als praktischer Arzt nieder. Bis 1823 wechselte er mit seiner Praxis nach Wilster und nach Elmshorn.
1820 wurde Struve als korrespondierendes Mitglied in die dänische medizinische Gesellschaft aufgenommen. 1820 avancierte Struve zum Professor der Therapie und wurde zum Direktor der Universitätsklinik Dorpat berufen. Auf Grund seiner Verdienste ernannte ihn der Zar zum russischen Hofrat.
Im Alter von 33 Jahren starb Ludwig August Struve am 29. April 1828 in Dorpat.

## Werke
- Über die aussatzartige Krankheit Holsteins, allgemein daselbst die Marschkrankheit genannt. Ein Beytrag zur Kenntniß der pseudosyphilitischen Uebel. Hammerich, Altona 1820.
- Ueber Diät- Entziehungs- und Hungercur in eingewurzelten, chronischen namentlich syphilitischen und pseudosyphilitischen Krankheiten. Ein Beitrag zur Therapie der chronischen Krankheiten. Hammerich, Altona 1822.
- Commentatio de phlegmasia alba dolente, quindecim observationes practicas continens. Laupp, Tübingen 1825.
- Ueber die Erkenntniss und Cur acuter und chronischer Krankheiten. Hartmann, Riga 1827.
- Historischer Bericht über die Leistungen des medicinischen Klinikums der kaiserlichen Universität zu Dorpat von seiner Eröffnung im Jahre 1804 bis zum Schlusse des Jahres 1826. Denkschrift der medicinischen Facultät zur fünfundzwanzig-jährlichen Stiftungs-Feier der Kaiserlichen Universität zu Dorpat. Schünmann, Dorpat 1827.
- Synopsis morborum cutaneorum secundum classes, genera, species et varietates. Uebersicht der Hautkrankheiten nach ihren Classen, Gattungen, Arten und Varietäten. Reimer, Berlin 1829.